# Лунёв, Максим Сергеевич
Макси́м Серге́евич Лунёв (укр. Максим Сергійович Луньов; род. 22 мая 1998, Никополь, Днепропетровская область) — украинский футболист, полузащитник клуба «Кривбасс».

## Биография
Футболом начал заниматься в команде «Никополь-98» из родного города. В 2010—2011 году выступал за юношескую команду никопольского клуба «Электрометаллург-НЗФ».С осени 2011 года продолжил подготовку в академии «Днепра»
В сезоне 2014/15 начал выступать за юношескую команду «Днепра» проведя за неё в общей сложности 30 игр и забив 5 голов. Весной 2015 года начал выступления в молодёжной команде. В сезоне 2016/17 наставником «Днепра» стал бывший тренер молодёжной команды Дмитрий Михайленко. В первом туре чемпионата днепровский клуб уверенно переиграл луцкую «Волынь» со счётом 5:0. Одним из дебютантов обновленного «Днепра» стал Лунёв.
В декабре 2017 года подписал четырёхлетний контракт с луганской «Зарёй». Дебютировал в «Заре 16 июля 2017 года в матче против Стали (К)». 14 сентября 2017 сыгра первый матч в еврокубках, групповой стадии Лиги Европы против шведского Эстерсунд.

## Достижения
«Заря» (Луганск)
- Бронзовый призёр чемпионата Украины: 2020/21
- Финалист Кубка Украины: 2020/21

«Кривбасс»
- Бронзовый призёр чемпионата Украины: 2023/24